# Govan Mbeki
Govan Archibald Mvuyelwa Mbeki, född 9 juli 1910 i distriktet Transkei i Östra Kapprovinsen, död 30 augusti 2001, var en sydafrikansk politiker. Han är far till Thabo Mbeki, Sydafrikas president 1999–2008. Mbeki satt i fängelse på Robben Island tillsammans med Nelson Mandela i 24 år och frigavs den 5 november 1987.

## Biografi
Mbeki var medlem av Xhosafolket och uppkallades efter missionären och rektorn William Govan. Mbeki läste politik och psykologi på University of Fort Hare och utbildade sig också till lärare.
Han var aktiv skribent i bland annat vänstertidningen New Age som förbjöds av justitieminister John Vorster i november 1962. 
Mbeki blev medlem av African National Congress (ANC) 1935 och dess ordförande 1956. Han var också ledare för Sydafrikanska kommunistpartiet. Mbeki arresterades 1963 och dömdes, tillsammans med Nelson Mandela, Walter Sisulu och sex andra ANC-ledare, för terrorism och landsförräderi till fängelse på livstid. Han valdes in i Sydafrikas första senat efter apartheid år 1994.
Mbekis mest kända bok, South Africa: The Peasants’ Revolt, som utgavs 1964, medan han satt i fängelse lär ha skrivits på toalettpapper som smugglades ut och skickades till England där boken trycktes.